# La Maddalena (archipel)

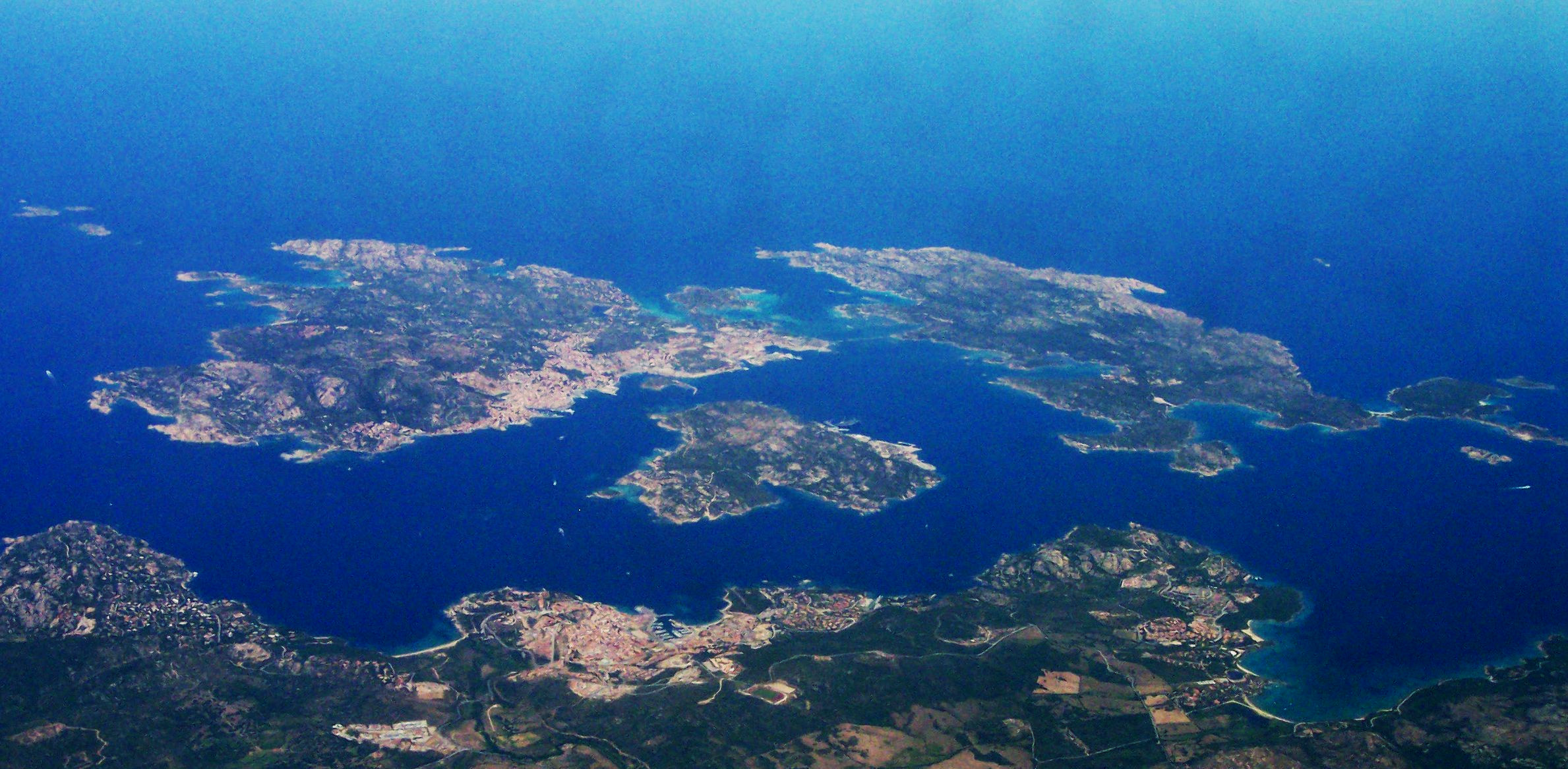
Luchtfoto van een deel van de Maddalena-archipel. Links is het hoofdeiland La Maddalena met daarop het gelijknamige havenstadje.

De La Maddalena-archipel is een eilandengroep ten noordoosten van het Italiaanse eiland Sardinië. Deze eilanden vormen samen zowel het Nationaal park La Maddalena-archipel als de gelijknamige gemeente in de Sardijnse provincie Olbia-Tempio. De eilandengroep is geliefd bij zeilers vanwege het ongerepte natuurschoon en de smaragdgroene wateren. De archipel bestaat uit zeven grotere eilanden en talrijke kleinere eilanden en is gelegen in de Straat van Bonifacio tussen Corsica en Sardinië voor de Costa Smeralda (Smaragdkust). Het hoofdeiland, La Maddalena heeft zo'n 11.000 inwoners.De inwoners hebben hun eigen Corsicaans-Sardiniaans dialect, het Maddalenino. Van de overige eilanden zijn er slechts vier bewoond. Tot 2005 behoorden de eilanden tot de provincie Sassari.

## De eilanden

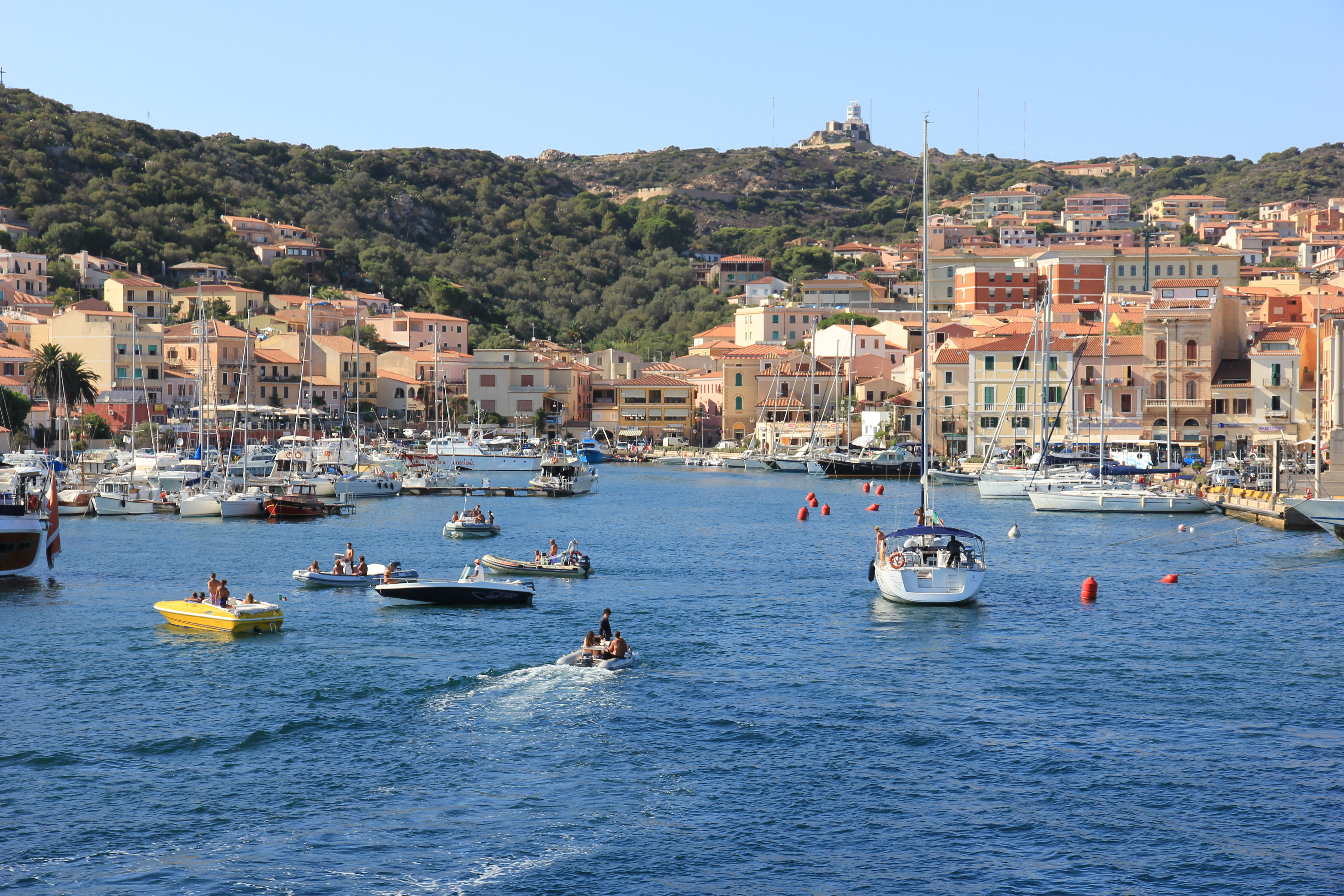
De haven van La Maddalena.

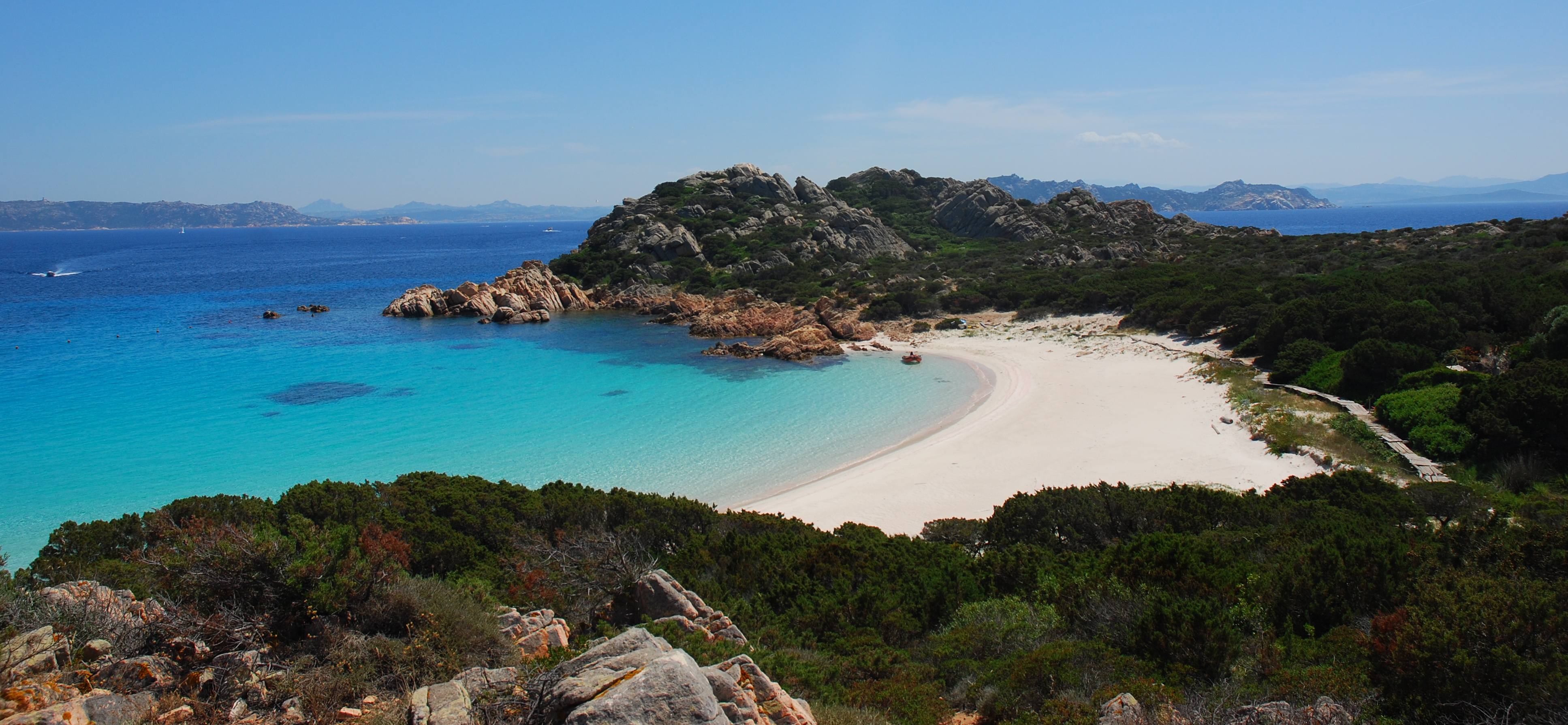
Het roze strand van Budelli.

De eilanden bestaan uit granietformaties met daartussen lichte begroeiing omdat er weinig regenval is. Aan de kust zijn beschutte zandstranden te vinden.
Het belangrijkste eiland is La Maddalena met daarop het gelijknamige stadje. Dit stadje heeft een haven en een veerverbinding naar Palau op Sardinië. Het stadje trekt vele toeristen. Min of meer in de haven ligt het eiland Chiesa. La Maddalena is met een 600 meter lange brug verbonden is met het eiland Caprera waar Giuseppe Garibaldi tot zijn dood verbleef. De overige eilanden zijn vrijwel onbewoond.
Een eiland met landelijke bekendheid is Budelli. Het heeft een bijzonder strand Spiaggia Rosa met roze zand. Deze kleur is het gevolg van microscopische fragmenten van de koralen en schelpdieren die hier leven, zoals Miriapora truncata en Miniacina miniacea. Van 1989 tot 2021 woonde hier een beheerder, Mauro Morandi, die bij toeval op het eiland was gestrand en toen besloot om te blijven. Hij groeide uit tot een landelijke bekendheid als de Italiaanse Robinson Crusoe doordat hij zijn ervaringen deelde op Instagram. Ook gaf hij rondleidingen aan toeristen. Toen het nationaal park werd opgericht hebben de autoriteiten veel moeite gedaan om hem hier weg te krijgen. Uiteindelijk is hij in 2021 dan toch vertrokken.
Andere grote eilanden zijn Razzoli, Santa Maria, Santo Stefano en Spargi.

## Geschiedenis
Er zijn sporen gevonden van menselijke bewoning ten tijde van het neolithicum. In de Romeinse tijd waren de eilanden bekend als Cunicularia. De wateren rondom de eilanden waren een druk vaargebied in de 2e en 1e eeuw v.Chr.. Na de Val van het West-Romeinse Rijk werden de eilanden verlaten. Pas in de 12e eeuw kwamen er Benedictijner monniken wonen. De eilandengroep is altijd van strategische waarde geweest. De eilanden waren in de twaalfde eeuw inzet van een conflict tussen de Republiek Genua en de Republiek Pisa. In 1584 werd het eiland wederom verlaten na een Ottomaanse plundering totdat Corsicaanse schaapsherders en Sardiniërs het eiland in de 16e eeuw opnieuw bevolkten.
In 1767 werd het eiland ingenomen door het Huis Savoye en in deze tijd is ook het stadje ontstaan. In 1793 deed Napoleon Bonaparte een mislukte poging om de eilanden in te nemen. Horatio Nelson gebruikte de eilanden als uitvalsbasis tegen de Fransen. In 1856 vestigde Giuseppe Garibaldi zich tot zijn dood op het eiland.
De eilandengroep werd in 1994 ondergebracht in het Nationaal park La Maddalena-archipel.

## Gehele lijst met eilanden
Tot de archipel worden de volgende (rots)eilanden gerekend:
- Abbatoggia
- Barrettini
- Barrettinelli di Dentro
- Barrettinelli di Fuori
- Budelli
- Capicciolu
- Cappuccini
- Caprera
- Carpa
- Chiesa
- Corcelli
- Delle Bisce
- Della Paura (Isolotto Roma)
- Delle Rocche
- Delle Spugne
- Di Cala Lunga
- Di Li Nibani
- Giardinelli
- Isole delle Poveri
- Isole Italiani
- Isolotto dei Fichi d'India
- Isolotto dell'Aglio
- Isolotto di Cala Francese
- Isolotto di Punta Corsara
- Isolotto di Punta Stagnali
- Isolotto Fico
- Isolotto Scaviccio o Scabeccio
- La Maddalena
- Monaci
- Paduleddi
- Pecora
- Piana
- La Presa
- Porco
- Razzoli
- Santa Maria
- Santo Stefano
- Scogli della Moneta
- Scogli delle Catene
- Scogli di (Punta) Abbatoggia
- Scogli di (Punta) di Nido d'Aquila
- Scogli di (Punta) Marginetto
- Scogli di Cala d'Inferno
- Scogli di Cala Granara
- Scogli di Cala Maiore
- Scogli di Missoggiu
- Scogli di Pietragliaccio
- Scogli di Punta Galera
- Scogli di Punta San Giorgio
- Scogli di Spargiotto
- Scogli I Monaci
- Scoglio Bianco
- Scoglio Cannone
- Scoglio Nassu
- Spargi
- Spargiotto
- Spargiottello
- Stramanari
- Lo Strangolato

Ook de Mortorio-archipel, die relatief ver van de andere eilanden verwijderd is, wordt soms tot de oostelijke groep van de La Maddalena-archipel gerekend. Deze Mortorio-archipel wordt echter ook vaak als zelfstandige eilandengroep beschouwd.
Drie andere eilanden die vrij geïsoleerd liggen ten opzichte van de rest van de Maddalena-archipel (richting Mortorio-archipel) zijn Isole delle Poveri, Di Li Nibani en Delle Rocche.